# Таласька область
Тала́ська область (кирг. Талас облусу) — найменша область Киргизької Республіці, знаходиться в північно-західній частині Киргизстану. Займає Талаську долину і схили гір Киргизького Ала-Тоо. Межує на півночі і заході з Республікою Казахстан (Жамбильська область), на півдні з Джалал-Абадської, на сході з Чуйської області Киргизстану. У радянський час Таласька область входила до складу Чуйської, хоча транспортне сполучення між ними ускладнене. Взимку контакти можливі тільки через територію Казахстану з боку долини річки Талас, яка є головною водною артерією області.  Адміністративний центр — єдине місто Талас. Населення найменше в Киргизстані — 231 800 осіб (2011).

## Історія
Спочатку утворена 22 червня 1944 року («Відомості Верховної Ради СРСР» 1944 № 36), скасована Указом Президії Верховної Ради СРСР від 18 лютого 1956 року. Згодом існувала з 3 вересня 1980 по 5 жовтня 1988 року, при цьому Кіровський, Ленінпольський, Таласький райони і місто Талас були передані у безпосереднє керування республіканським органам Киргизької РСР, а Токтогульський район і місто Кара-Куль увійшли до складу Ошської області.  Відновлена 14 грудня 1990 року.
У 751 році в Талаській долині сталася Таласька битва.

## Населення
Високогірні райони Таласької області — місця традиційного проживання киргизів — кочівників і скотарів (див. тюркські народи) з сильним монголоїдним впливом, що становить абсолютну більшість населення області. З'явилися вони тут, втім, не так давно, в середні століття (13-15 століття). В даний час у цій області не дуже висока частка різних етномовних меншин, так як більшість з них емігрувало в перші ж роки незалежності. За даними перепису 1999 року, в області проживало 198 тис. жителів — 4,1% населення країни, що робить область самої нечисленної в Киргизії за кількістю населення. (231800 у 2011 році). У гірських районах щільність населення невисока, набагато вище вона в долинах і у державного кордону з Казахстаном, де вона місцями досягає 100–200 чол. на км ² при середній по області — 20,33 чол./км ². Для області характерні висока народжуваність, низька смертність, високий природний приріст і значний рівень економічної еміграції в останнє десятиліття, спрямованої в місто Бішкек, Чуйську область, а після 2000 року також у Казахстан і РФ. Крім того, велика частина населення області — близько 70% — сільські жителі.

## Національний склад
Примітно, що в області проживає велика частина (39,3% у 1999 році і 42,1% в 2009 році від всіх) курдів Киргизії і лише близько 6% всіх киргизів країни. Курди до 2009 року випередили росіян і вийшли на друге місце в області за чисельністю, склавши 5547 осіб або 2,45% проти 4356 росіян (1,92%). Російськомовне населення зосереджено в основному (у тому числі близько 50% росіян в області, 2009 р.) в місті Талас (2172 росіян або 6,6% від населення міста, 2009 р.), а також (25% російських області) в Манаському районі (1093 чол. або 3,3%, 2009 р.) на крайньому північному заході з райцентром в селі Покровка.

## Керівництво Таласької області

### Голови облвиконкому
1. Жиргалбаєв Узак (1946 — 1948)
2. Медетбеков Раїмкан (вересень 1952 — 1955)
3. Свєтлічний (в.о.) (1955 — лютий 1956)
4. Алієв Еркін Ергешевич (1980 — 1985)
5. Бойков Володимир Дмитрович (1985 — 1988)
6. Саригулов Дастан Ісламович (1991)

### 1-і секретарі обкому КП Киргизії
1. Токобаєв Молдогази (1945 — 1948)
2. Шабаєв Досу (1948 — 1950)
3. Джаркимбаєв Абдиш (1950 — 1954)
4. Воробйов Олександр Трохимович (1954 — 1956)
5. Абдраєв Каріке Абдрайович (1980 — 23 грудня 1985)
6. Дуйшеєв Есенбек (23 грудня 1985 — жовтень 1988)
7. Кенесарієв Абдикадир (20 лютого 1991 — серпень 1991)